# Усманов, Равшан Аброрович
Равшан Аброрович Усманов (узб. Ravshan Abrorovich Usmonov; род. 30 сентября 1978, Ташкент, Узбекская ССР, СССР) — Чрезвычайный и Полномочный Посол Узбекистана в Великобритании с 2023 года и Исландии с 2025 года.

## Биография
Родился 30 сентября 1978 года в Ташкенте. В 2000 году окончил Бирмингемский университет, в 2003 году — Университет мировой экономики и дипломатии и Ташкентский государственный юридический университет. С 2000 по 2005 годы работал на должностях референта, атташе, третьего секретаря отдела сотрудничества с европейскими странами Министерства иностранных дел Узбекистана, в 2005 году возглавил отдел, проработав на этом посту до 2007 года.
С 2007 по 2010 годы был Чрезвычайным и Полномочным Послом Узбекистана в Испании. В 2010 году вновь возглавил Департамент сотрудничества с европейскими странами и НАТО в МИД Узбекистана. В августе 2012 года был назначен Чрезвычайным и Полномочным Послом Узбекистана во Франции, в октябре 2013 года был также назначен Чрезвычайным и Полномочным Послом Узбекистана в Португалии, а с июня 2014 года — в Италии. 6 апреля 2017 года Усманов заступил на пост первого заместителя председателя Государственного комитета по развитию туризма.
16 мая 2018 года вступил в должность Чрезвычайного и Полномочного Посла Узбекистана в Малайзии. 14 ноября 2023 года был переведён на должность Чрезвычайного и Полномочного Посла Узбекистана в Великобритании. 7 февраля 2025 года одновременно был назначен первым Чрезвычайным и Полномочным Послом Узбекистана в Исландии.